# Carcans
Carcans é uma comuna francesa na região administrativa da Nova Aquitânia, no departamento da Gironda. Estende-se por uma área de 167 km². Em 2010 a comuna tinha 2 451 habitantes (densidade: 14,7 hab./km²).